# Tișevița, Vrața
Tișevița (în bulgară Тишевица) este un sat în comuna Vrața, regiunea Vrața,  Bulgaria. 

## Demografie
Componența etnică a satului Tișevița
     Bulgari (77,34%)
     Romi (20,89%)
     Nicio identificare (1,75%)
     Altele (0%)
La recensământul din 2011, populația satului Tișevița era de 512 locuitori. Din punct de vedere etnic, majoritatea locuitorilor (77,34%) erau bulgari, cu o minoritate de romi (20,89%). Pentru 1,75% din locuitori nu este cunoscută apartenența etnică.